# Tavčar
Tavčar je 104. najbolj pogost priimek v Sloveniji, ki ga je po podatkih Statističnega urada Republike Slovenije na dan 31. decembra 2007 uporabljalo 1.299 oseb, na dan 1. januarja 2011 pa 1.280 oseb ter je med vsemi priimki po pogostosti uporabe zavzel 105. mesto.
- Albin (Zoran) Tavčar (1920—1985), šolnik
- Alois Tavčar (1895—1979), agronom genetik, univ. profesor in akademik (hrv.)
- Alojzij Tavčar (1857—1937), filolog, jezikoslovec, esperantist, leksikograf
- Ana Tavčar (*1985) TV voditeljica, pevka, dr. psihologije
- Anča Konvalinka Tavčar, pediatrinja, neonatologinja?
- Anže Tavčar (*1994), plavalec
- Baltazar Tavčar (1560—1625), duhovnik
- Bogo Tavčar, blejski partizan in fotograf izobešanja slovenske zasteve na Triglavu med vojno
- Borut Tavčar, novinar
- Boštjan Tavčar, predsednik Piratske stranke Slovenije
- Ciril Tavčar (1904—1980), arhitekt in izumitelj
- Danilo Tavčar (1918—1987), zdravnik patolog
- Darjo Tavčar, fotograf
- David Tavčar, industrijski oblikovalec (Dunaj)
- Etbin Tavčar, konservator, fotograf ?
- Franc Tavčar-Rok (1920—2000), generalpokovnik JLA, narodni heroj
- Franja Tavčar (1868—1938), političarka - "narodna dama"
- Franjo Boris Tavčar (1890—1952), gradbeni strokovnjak
- Franjo Tavčar (1896—1977), ekonomist, finančni strokovnjak
- Frank Tavčar (1886—1945), literat, publicist, gledališki in izseljenski delavec
- Gašper Tavčar, kemik
- Giovanni Ivan Tavčar (1943—2022), tržaški trojezični pesnik in publicist
- Gregor Tavčar, dr., raziskovalni/razvojni inženir (Pipistrel)
- Igor Tavčar (1899—1965), zdravnik internist, akademik
- Irena Tavčar (*1955), političarka
- Irena Tavčar (*1960), zdravnica, 1977 italijanska mladinska državna prvakinja v metu krogle in diska
- Ivan Tavčar (1851—1923), pisatelj in politik
- Ivan Tavčar (1889—1966), učitelj, športnik in fotograf
- Ivan Tavčar, zdravnik; glej tudi Ivan Tavčar (razločitev)
- Ivan Tavčar (*1940), glasbenik in zborovodja
- Ivo Tavčar (1924—2005), partizan, urednik, (kulturni) politik
- Janez Tavčar (1544—1597), škof
- Janez Tavčar (1843—1916), duhovnik in skladatelj
- Jakob Tavčar (1824—?), slikar in podobar
- Josip Tavčar (1920—1989), pisatelj, dramatik, publicist v zamejstvu
- Jože Tavčar (*1966), strojnik
- Jurij Tavčar (1812—1895), slikar iz Ljubljane
- Jurij Tavčar (1820—1892), slikar in podobar iz Idrije
- Kristijan Tavčar, 3-D animator
- Lidija Tavčar (*1953), umetnostna zgodovinarka, muzealka
- Lojzika Kersnik (r. Tavčar), žena Janka Kersnika
- Ljudevit Tavčar (1899—1957), šolnik in politik
- Magda Tavčar (*1946), likovna umetnica
- Mara Tavčar (1882—1953), učiteljica, pesnica in pisateljica
- Marijan Tavčar (1912—1981), prevajalec in publicist
- Marjan Tavčar (*1940), sociolog, urednik ... (prv. gospodarstvenik)
- Marko Tavčar (*1958), novinar in kulturni delavec
- Matjaž Tavčar, zdravstveni menedžer
- Miroslav Tavčar (1914—2008), šolnik v Italiji
- Mitja I. Tavčar (1932—2021), ekonomist, univ. prof., poljudno-tehnčni publicist
- Mitja Tavčar (1961—1992), filmski igralec
- Monika Tavčar, TV-voditeljica
- Radomir Tavčar (1914—1987), prof. dr na Reki, šahist
- Rajko Tavčar (*1974), nogometaš
- Rudi (in Metka) Tavčar, psihologa
- Seka Tavčar-Frankl, slikarka, hči Cirila Tavčarja
- Sergio Tavčar (*1950), športni novinar, košarkarski trener (zamejski)
- Stanko Tavčar (1898—1945), nogometaš in zdravnik
- Vinko Tavčar (1914—1999), cerkljanski fotograf, glasbenik in kulturnik
- Vojimir Tavčar (*1947), športni novinar, publicist
- Zora Tavčar (1928—2025), pisateljica in prevajalka